# Tempio di Zeus (Olimpia)
Il tempio di Zeus ad Olimpia, costruito in stile dorico tra il 472 e il 456 a.C., è un tempio dell'antica Grecia dedicato a Zeus, situato ad Olimpia, nella regione dell'Elide. A causa delle innovazioni, riscontrabili in particolar modo nei frontoni del santuario, molti studiosi non fanno fatica ad affermare che la sua costruzione abbia messo le radici e segnato l'inizio della scultura greca classica. Si attribuisce il lavoro architettonico a Libone di Elide, mentre tradizionalmente si ritiene che l'ignoto Maestro di Olimpia abbia edificato gli innovativi frontoni.

## Contesto storico-artistico

### Il santuario

Pianta del Tempio di Zeus a Olimpia

Il santuario panellenico di Zeus ad Olimpia era il più famoso santuario del mondo antico, alla confluenza dei fiumi Cadeo e Alfeo, in un'area che, come attestano i reperti archeologici, era stata ininterrottamente popolata tra il 2880 e il 1100 a.C. e che divenne zona culturale in età tardomicenea, epoca alla quale sembrano risalire le prime testimonianze del culto di Pelope, mitico fondatore dei Giochi olimpici. Come tutti i santuari anche quello di Olimpia si componeva di vari edifici: il Philippeion, una tholos del IV secolo a.C. fatta erigere da Filippo il Macedone e terminata da Alessandro, uno stadio nel quale a partire dal 776 a.C. si svolgevano ogni quattro anni i più importanti fra i giochi panellenici, accompagnati, come avveniva a Delfi, da gare artistiche e letterarie, e l'importantissimo tempio di Era, la struttura più antica del santuario in cui l'ordine dorico fa la sua prima comparsa in forme mature.
Il tempio di Zeus (64,2 m di lunghezza, 24,6 m di larghezza e alto 20 m) fu eretto, secondo Pausania, con il ricavato del bottino ottenuto a seguito della vittoria su Pisa, in Elide (circa 470 a.C.).

## Struttura

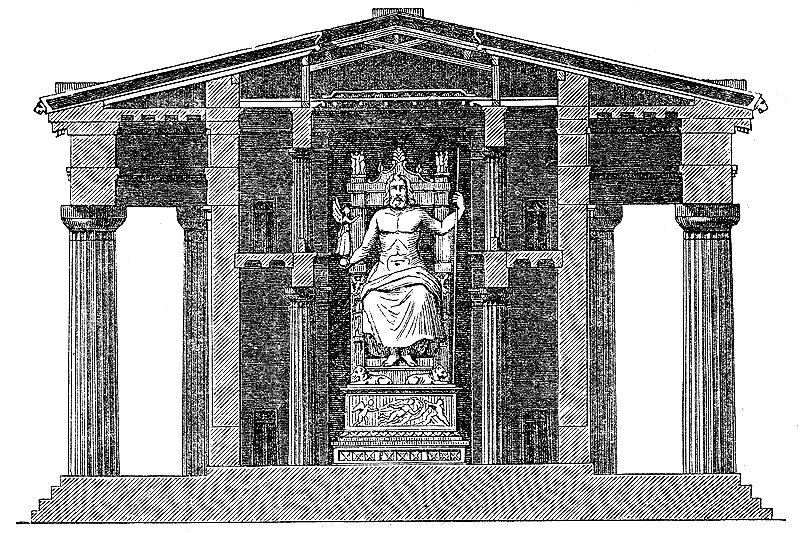
Ricostruzione della sezione del tempio

Il tempio, periptero esastilo regolare, presenta un crepidoma rialzato di tre metri dal piano con alti gradini (l'ultimo, più alto, di 0,56 m) e con rampa di accesso sulla fronte. L'interno ha due colonne in antis sul pronao e sull'opistodomo e il vano della cella è tripartito da due file di colonne doriche. Le correzioni ottiche sono presenti nelle colonne dei lati lunghi, inclinate di circa 60 mm, ma assenti sulla fronte, eccezion fatta per le colonne d'angolo che partecipano del sistema laterale.
Fu costruito con calcare conchilifero locale e coperto con stucco colorato per nascondere le imperfezioni, come era comune nell'architettura greca. Il manto di copertura del tetto e la decorazione scultorea, giunta in gran parte fino a noi, erano invece in marmo. All'interno una scala immetteva ad una galleria rialzata dalla quale era possibile ammirare la statua crisoelefantina di Zeus, opera di Fidia posta nella cella, tra i due colonnati, in epoca successiva all'erezione dell'edificio.

## Decorazione scultorea

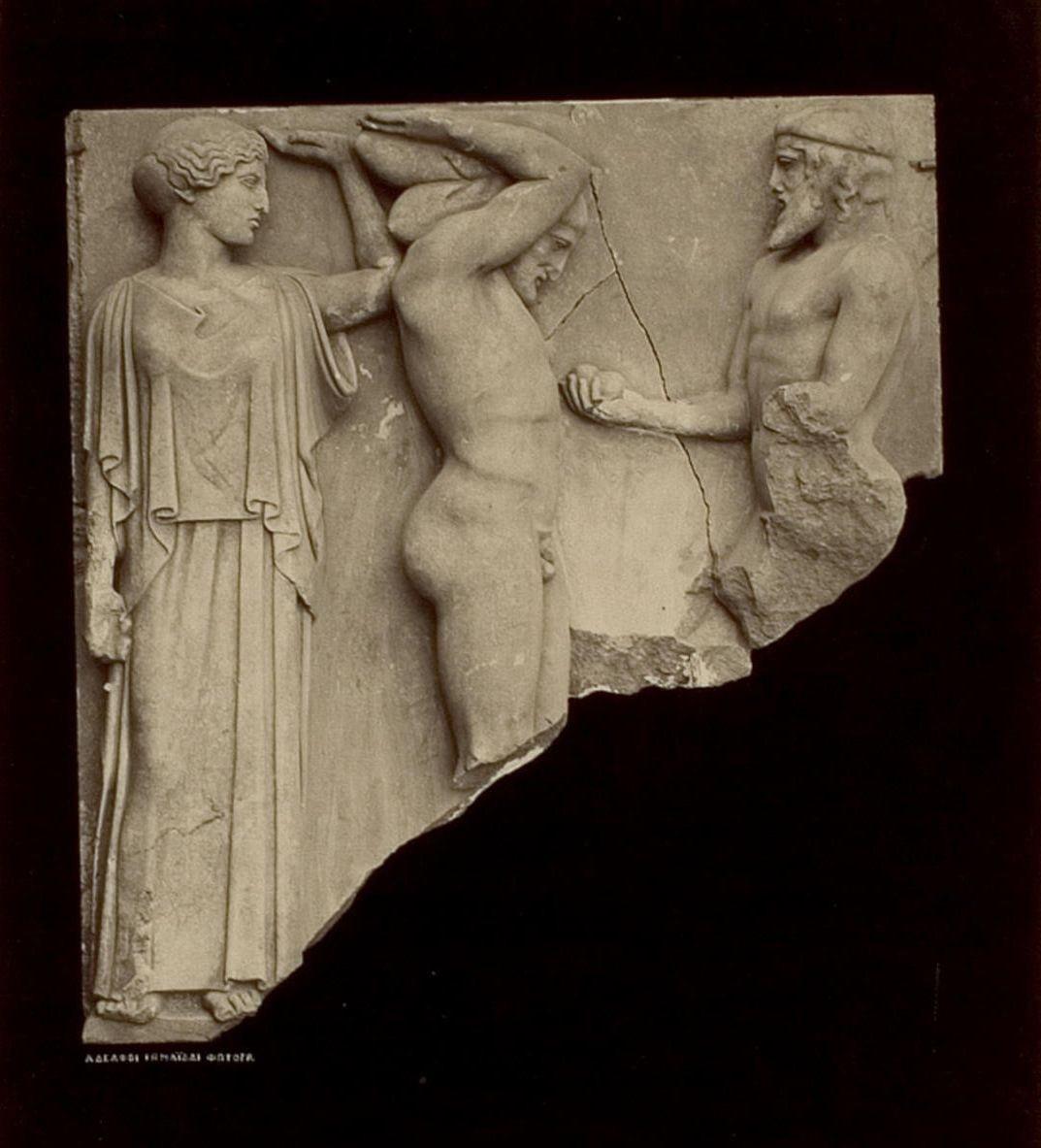
Atena, Eracle e Atlante, metopa 10 del lato occidentale (460-450 a.C. circa), Olimpia, Museo archeologico

Di quello che viene ritenuto il maggior complesso scultoreo appartenente allo stile severo ci sono rimaste quasi tutte le statue frontonali (42), le metope dei due vestiboli (12, 6 su ciascun fregio) e alcuni dei gocciolatoi a forma di testa di leone, alcuni originali e altri sostituzioni scolpite in epoca successiva. L'uniformità stilistica della decorazione ha portato all'attribuzione della progettazione e della sovrintendenza dell'opera ad un unico artista anonimo definito Maestro di Olimpia. La composizione delle figure dei frontoni, con statue in movimento, in piedi, accosciate, e reclinate, mostra il superamento della rigidità di più antichi schemi in direzione di un maggiore equilibrio dinamico che si accompagna ad una raggiunta coerenza tematica e compositiva.
Nei frontoni come nelle metope, le figure divine, centrali non solo a livello compositivo, non sono avvertite dagli umani che vivono la loro tragica vicenda, non vi partecipano, ma ne segnano, per noi osservatori, l'atmosfera psicologica ed emotiva che si allenta allontanandosi dal centro della scena.

### Metope
Le 12 metope narrano le fatiche di Eracle (anche in questo caso, come in quello di Pelope, un tema legato alle origini mitiche dell'Altis) come un graduale passaggio dalla giovinezza alla maturità senza alcun accento favolistico, ma in una chiave drammatica volta ad esaltare nell'eroe le virtù etiche: la lotta solitaria di Eracle contro i nemici dell'intera umanità simboleggia la progressiva maturazione lungo il cammino della vita e la presenza silenziosa di Atena presagisce la premiazione della virtù con la vittoria e l'immortalità.

### Frontoni

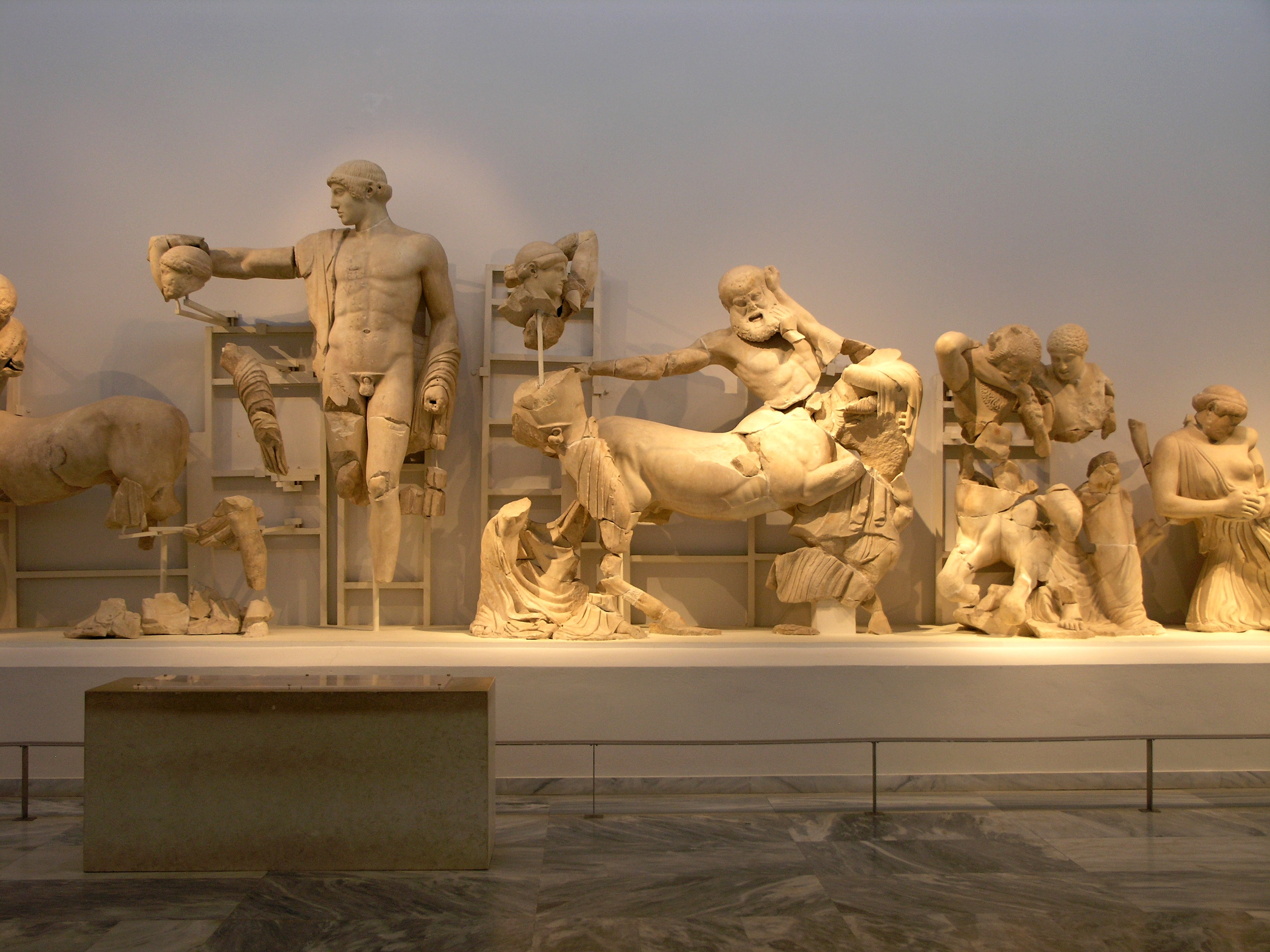
Lotta fra centauri e lapiti (460-450 a.C. circa), Olimpia, Museo archeologico

La scena sul frontone orientale raffigura i preparativi per la gara di corsa su carri tra Pelope e Enomao (re di Pisa), le cui statue affiancano quella centrale di Zeus. Il tema è legato alle origini mitiche del santuario e il momento raffigurato è quello del giuramento prima della gara: i due protagonisti, Enomao con la sposa al fianco e Pelope con al fianco Ippodamia, la figlia di Enomao, sono figure isolate, esprimenti il raccoglimento nell'attesa e una silenziosa tensione che sembra comunicarsi alle proprie compagne e agli altri personaggi, servi e spettatori.

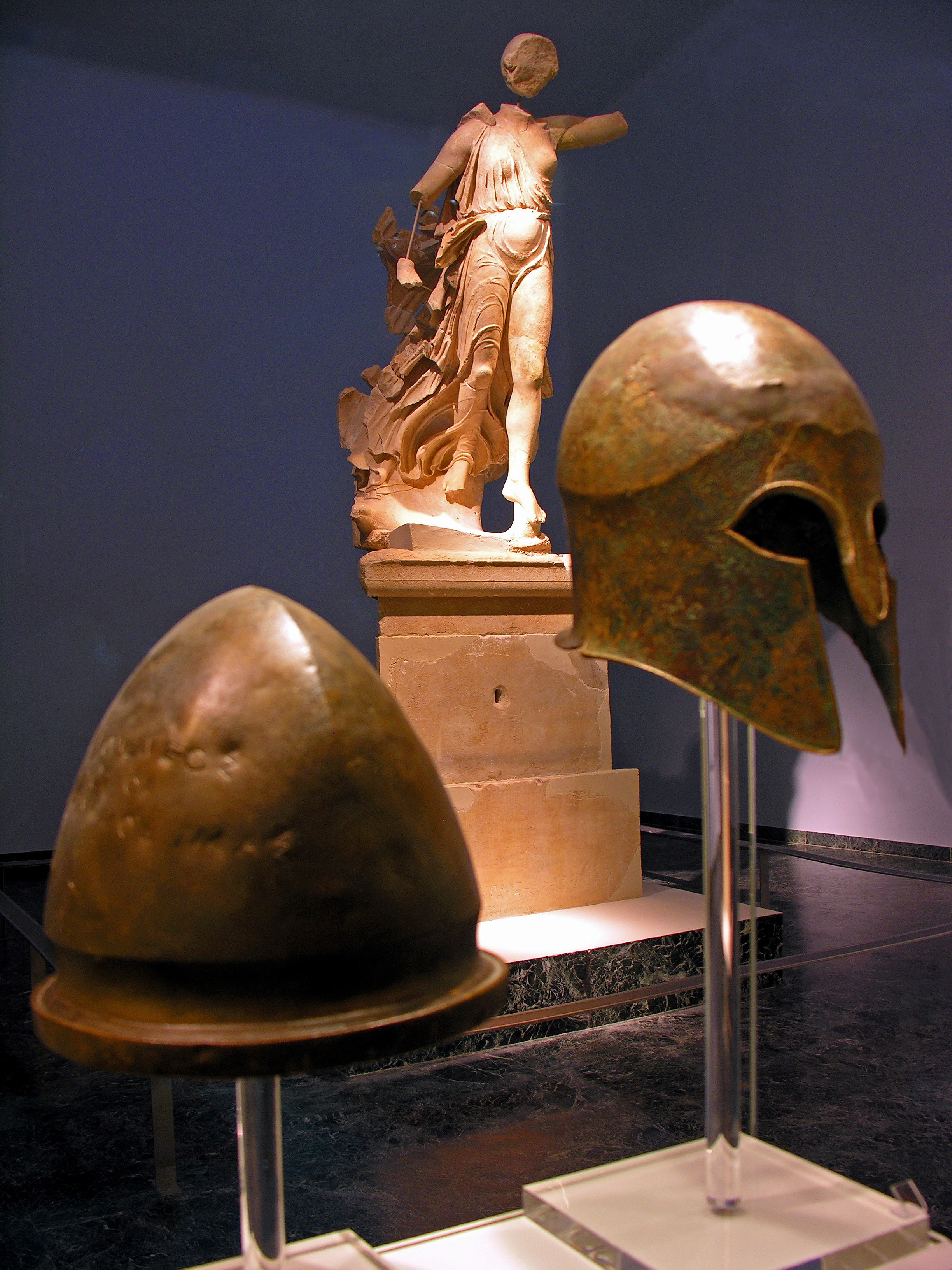
Gli elmi del Museo di Olimpia

Sul frontone occidentale, sottoposto a importanti restauri già in epoca antica, Lapiti e Centauri combattono alle nozze di Piritoo, presiedute dalla figura centrale di Apollo. Ai suoi lati, Piritoo e Teseo guidano due gruppi di lapiti; verso gli estremi del frontone anziane donne sdraiate si nascondono per sottrarsi alla lotta. In opposizione alla raccolta intimità del frontone orientale la Centauromachia, tema comune nella Grecia del V secolo a.C., favorisce l'animazione e il ritmo turbinoso del racconto, ma non si discosta dalla corsa dei carri nell'intento etico e celebrativo. Questa alternanza tra stasi e azione, ritmo e pensiero sembra essere cifra distintiva dell'intero complesso, presente sia nelle metope, sia nei frontoni.

## L'elmo dei Dinomenidi
Una tra le offerte votive più importanti per il santuario di Zeus sono gli elmi dei Dinomenidi offerti dal tiranno di Siracusa Ierone I in occasione della vittoria sugli etruschi nella Battaglia di Cuma del 474 a.C. Negli elmi, due corinzi e uno etrusco entrambi custoditi presso il Museo di Olimpia salvo uno presso il British Museum, vi è un'iscrizione dedicatoria uguale per tutti gli elmi.